# Llitera (moble)
|  | Per a altres significats, vegeu «Llitera (desambiguació)». |

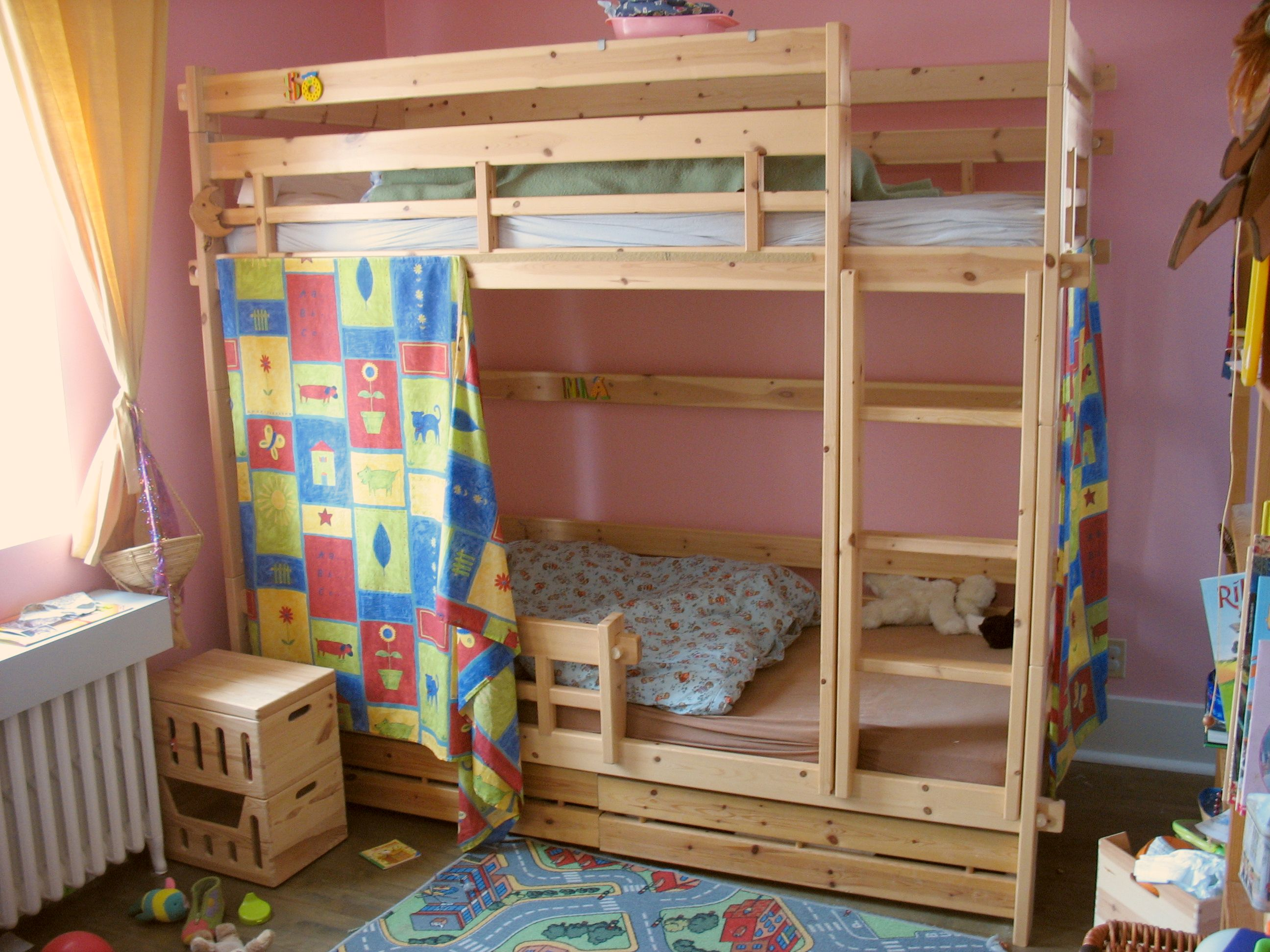
Fotografia d'una llitera

Una llitera, o llit mariner, és un moble compost de dos o més llits situats un damunt de l'altre. Habitualment, són utilitzats en espais reduïts i, particularment, en habitacions infantils, permeten que dos o més nens dormin a la mateixa habitació. L'espai s'optimitza més encara en posar calaixos sota la llitera, on es guarden joguines, roba de llit, etc.
Són també habituals en embarcacions, albergs, internats i, sobretot, a les casernes i presons.